# Stanislao Osio
Stanislao Osio (in polacco Stanisław Hozjusz, in latino Stanislaus Hosius; Cracovia, 5 maggio 1504 – Capranica, 5 agosto 1579) è stato un vescovo cattolico e cardinale polacco nominato da papa Pio IV.

## Biografia
Nacque a Cracovia nel 1504 da una nobile famiglia di origine tedesca, figlio di Ulrich e Anna Hosius: studiò presso le università di Cracovia, Bologna e Padova, dove si addottorò in utroque iure nel 1534.
Segretario di Sigismondo I di Polonia e canonico della cattedrale di Cracovia, fu vescovo di Chełmno (sede poi trasferita a Pelplin) dal 12 luglio 1549; nel 1551 venne trasferito alla sede metropolitana di Varmia (principato ecclesiastico). Sigismondo II lo volle come suo ambasciatore presso Ferdinando I di Boemia a Praga e presso Carlo V a Gand e Bruxelles: in seguito, venne chiamato presso la Santa Sede, dove prestò servizio come diplomatico.
Papa Pio IV lo innalzò al cardinalato nel concistoro del 26 febbraio 1561: ottenne il titolo di San Lorenzo in Panisperna ma optò poi per quello di San Pancrazio, quindi per quello di Santa Sabina e per quello di San Teodoro; fu legato a latere in Polonia e legato pontificio al Concilio di Trento.
In seguito optò per il titolo di Santa Prisca, e poi ancora per quelli di Santa Anastasia, San Clemente, San Pietro in Vincoli ed infine per quello di Santa Maria in Trastevere.
Il 18 maggio 1571 fu nominato Camerlengo del Sacro Collegio, carica che tenne fino al 23 gennaio 1572.
Campione della controriforma in Polonia, fu amico di San Pietro Canisio e lasciò una Confessio Catholicae Fide.
Il suo monumento funebre si trova nella basilica di Santa Maria in Trastevere, nel presbiterio, subito a destra dell'abside.
Il 5 agosto del 2006 è iniziato il processo per la sua beatificazione.

## Conclavi
Durante il suo periodo di cardinalato Stanislao Osio partecipò al conclave del 1572 che elesse papa Gregorio XIII, ma mancò al precedente del 1565-1566, che aveva eletto papa Pio V.

## Opere
- (LA) Stanislao Osio, Stanislai Hosii ... Opera omnia ... nunc novissime ab ipso auctore ... recognita ... cura ... Henrici Dunghaei ... edita ..., Anversa, in aedibus Viduae et Haeredum Joannis Stelsii, 1571. URL consultato il 13 ottobre 2019.
- (LA) Stanislao Osio, Stanislai Hosii ... Opera omnia in duos divisa tomos, quorum primus ab ... auctore ... auctus et recognitus ... secundus autem totus novus, nuncque primum typis excusus ..., Colonia, Maternus Cholinus, 1584. URL consultato il 13 ottobre 2019.

## Genealogia episcopale e successione apostolica
La genealogia episcopale è:
- Vescovo Samuel Maciejowski
- Cardinale Stanislao Osio

La successione apostolica è:
- Vescovo Jan Lubodzieski (1552)
- Cardinale Ludovico Madruzzo (1570)